# Пробст, Абрам Ефимович
Абрам Ефимович Пробст (1903 ,Одесса—1976) — советский экономист, экономико-географ, автор работ по территориальному планированию и теории размещения производства

## Деятельность
После присвоение степени доктора экономических наук в 1938 году работал в проектно-исследовательских организациях. Во время войны был привлечен к размещению эвакуированных предприятий на Урале, получил Сталинскую премию (1942). В дальнейшем работал в СОПСе, был начальником Ленинградско-Мурманской экспедиции, заведующим сектором.
Руководил проектированием Нурекской ГЭС.
Проводил исследования реальной географии потребления угля в Европейской части страны, которое выявило, что после снижения транспортных тарифов в конце 1930-х донецкий уголь вытеснил нефтепродукты из топливного баланса Центральной России, но уже в послевоенные годы практически не использовался за пределами Украины. Аналогичные исследования были проведены Пробстом и для других топливных ресурсов, создана схема районирования топливно-энергетического комплекса страны. Он был сторонником массового выноса энергоемкой промышленности в Сибирь и сверхдальних перевозок (якобы дававших доступ к ресурсам лучшего качества всем предприятиям-потребителям).
Считал концепцию территориально-производственных комплексов применимой к машиностроительному производству, выступил с идеей т. н. концентров — поясов сопутствующих производств вокруг главного сборочного центра.

## Основные работы
- Основные проблемы географического размещения топливного хозяйства СССР (1939)
- Проблемы северо-западной металлургии (1946, соавтор)
- Социалистическое размещение добычи и потребления топлива в СССР (1950)
- Размещение социалистической промышленности (1962)
- Эффективность территориальной организации производства (1965)
- Проблемы размещения социалистической промышленности (1982)

## Интересные факты
В русском переводе книги Уолтера Айзарда «Methods of Regional Analysis», вышедшем в 1966, часть, посвященная кейнсианству и иллюстрировавшая, что население является прежде всего потребителем промышленной продукции, а не средством её производства,была удалена (без перенумерации страниц). В предисловии Пробст пояснил, что «советским читателям вряд ли будет интересна эта информация», расходившаяся с официальной идеологией экономической науки в СССР.